# Фрязевская улица
Фря́зевская у́лица — улица на востоке Москвы в районах Новогиреево и Ивановское Восточного административного округа.

## Название
Фрязевская улица названа по подмосковному посёлку и железнодорожному узлу Фрязево. Начинается от места пересечения Перовской и Мартеновской улиц, затем поворачивает на восток, проходит под Новогиреевским путепроводом и заканчивается в месте пересечения Зелёного проспекта, улиц Молостовых и Сталеваров.

## Примечательные здания и сооружения
По нечётной стороне:
- № 5, 7 — общеобразовательная школа № 1324.
- № 13А — спортивный комплекс «Олимпия».

По чётной стороне:
- № 6 — здание общежития (1940).

## Общественный транспорт
- Платформа Горьковского направления и  Новогиреево
- Станция метро  Новогиреево
- Трамваи: 36, 37
- Автобусы: т30, 21, 133, 254, 620, 645, 662, 776
- Электробусы: т53, 237, 276, 787, 842
- Подмосковные (пригородные) автобусы: 17Р